# (1066) Lobelia
(1066) Lobelia es un asteroide que forma parte del cinturón de asteroides y fue descubierto por Karl Wilhelm Reinmuth desde el observatorio de Heidelberg-Königstuhl, Alemania, el 1 de septiembre de 1926.

## Designación y nombre
Lobelia fue designado inicialmente como 1926 RA.
Más tarde se nombró por las lobelias, una planta de la familia de las campanuláceas.

## Características orbitales
Lobelia orbita a una distancia media del Sol de 2,402 ua, pudiendo acercarse hasta 1,898 ua y alejarse hasta 2,905 ua. Tiene una inclinación orbital de 4,824° y una excentricidad de 0,2097. Emplea 1360 días en completar una órbita alrededor del Sol.